# Loewe Verlag
Der Loewe Verlag ist ein deutscher Kinder- und Jugendbuchverlag mit Sitz in Bindlach, der vor allem bekannt durch die Marke Leselöwen ist. Unter dem Credo „Bücher zu verlegen, die Kinder und Jugendliche lesen wollen“ wurden Reihen wie Beast Quest, Das magische Baumhaus und Tafiti oder auch Thriller von Ursula Poznanski veröffentlicht.

## Geschichte
Der Loewe Verlag wurde am 8. Juni 1863 von Buchhändler Friedrich Loewe in Leipzig gegründet. Anfangs bot der Verlag noch ein breites Spektrum an Veröffentlichungen an, welches sich dann mit der Zeit auf Jugendschriften, Märchen, Klassiker und Bilderbücher verfeinerte.
Nach dem Tod Loewes im Jahr 1876 wurde der Buchhändler Adolf Refelshöfer Geschäftsführer. Dieser erweiterte das Kinder- und Jugendbuchsegment stetig und verkaufte 1879 das Unternehmen an den Buchhändler Wilhelm Effenberger. Unter der Regie von Effenberger wurde der Verlagssitz von Leipzig nach Stuttgart verlegt und das Programm auf über 400 Titel erhöht. Den Großteil der Veröffentlichungen bildeten weiterhin Kinder- und Jugendbücher, hinzu kamen nun auch Lehrmittel.
Im Jahr 1901 verkaufte Effenberger den Verlag an seinen langjährigen Mitarbeiter Ferdinand Carl. Dieser erhöhte die Anzahl der Verlagsveröffentlichungen auf 20 bis 30 Novitäten im Jahr. Carl teilte zudem das Sortiment in preisgünstige Volksausgaben und aufwändige, teurere Prachtbände auf. Für eine große Anzahl der Illustrationen war eine Zusammenarbeit mit der lithographischen Anstalt A. Gatternicht eingerichtet worden. In der Zeit unter Ferdinand Carl erschienen beispielsweise Werke von Elsa Beskow, Heinrich Hoffmann, August Kopisch sowie Wilhelm Buschs Bilderbuch Max und Moritz.
Während des Ersten Weltkriegs musste aufgrund von Material- und Personalknappheit die Produktion komplett eingestellt werden, danach wurde die Produktion wieder aufgenommen. 
Am 1. Januar 1920 trat Fritz Carl, der Sohn Ferdinand Carls, in die Verlagsleitung ein und wurde Geschäftsführer.
Während des Zweiten Weltkriegs wurde bei den Luftangriffen auf Stuttgart sowohl das Verlagshaus als auch das Archiv des Verlags durch Bomben zerstört. Daraus resultierend und auch aufgrund der Währungsreform wurde der Verlag ab 1948 von Grund auf neu aufgebaut. Das Unternehmen setzte auf aufwändig gestaltete Klassikerausgaben und konnte so 1959 mit Alfred Weidenmanns Jugendbuch Gepäckschein 666 einen großen Erfolg erzielen.
1965 verkaufte Fritz Carl, der keine Nachkommen hatte, das Unternehmen an Adolf Gondrom. Dieser verlegte den Verlagssitz nach Bayreuth und integrierte außerdem seinen Sohn Volker Gondrom direkt in die Unternehmensleitung. Kurze Zeit später übernahm Volker Gondrom die Rolle des Geschäftsführers und verlegte den Hauptsitz des Verlags 1985 ein drittes Mal, nun in das wenige Kilometer von Bayreuth entfernte Bindlach. Dort wurde mit dem Bau einer Versandzentrale begonnen, die 1987 fertiggestellt wurde.
2012 trat mit Christoph Gondrom die 3. Generation der Familie Gondrom in die Geschäftsleitung ein. Seit 2016 leitet er den Loewe Verlag.

## Imprints
2009 gründete der Verlag mit script5 ein Imprint, das sich auf „junge Belletristik“ fokussiert. Unter script5 erschienen Titel für eine Zielgruppe zwischen 16 und 30 Jahren. Unter dem Label Loewe Graphix werden Comics veröffentlicht. Ab März 2023 wurde ein Manga-Programm aufgebaut, das im September 2024 unter dem Label Loewe Manga startete.

## Bekannte Publikationen
- Isabel Abedi: Lola
- Adam Blade: Beast Quest
- Julia Boehme: Tafiti
- Wilhelm Busch: Max und Moritz
- Cornelia Funke: Gespensterjäger
- Franziska Gehm: Die Vampirschwestern
- Heinrich Hoffmann: Der Struwwelpeter
- Sonja Kaiblinger: Scary Harry
- August Kopisch: Die Heinzelmännchen
- Derek Landy: Skulduggery Pleasant
- Marie Lu: Legend
- Kai Meyer: Die Wellenläufer
- Mary Pope Osborne: Das magische Baumhaus
- Ursula Poznanski: Erebos
- Frauke Scheunemann: Winston
- R. L. Stine: Fear Street
- Jochen Till: Luzifer junior
- Alfred Weidenmann: Gepäckschein 666